# Lingtep
Lingtep (nep. लिङ्गतेप) – gaun wikas samiti we wschodniej części Nepalu w strefie Meći w dystrykcie Taplejung. Według nepalskiego spisu powszechnego z 2001 roku liczył on 350 gospodarstw domowych i 1823 mieszkańców (932 kobiet i 891 mężczyzn).